# Ľubochnianka
Ľubochnianka – duży potok w grupie górskiej Wielkiej Fatry w Karpatach zachodnich na Słowacji. Długość 25 km, powierzchnia dorzecza 118 km².
Źródła potoku znajdują się w sercu Wielkiej Fatry, pod Płaską i Czarnym Kamieniem na wysokości ok. 1440 m n.p.m. Spływa na północ, głęboką i prawie prostą doliną Lubochniańską, rozdzielającą północną część Wielkiej Fatry na dwie odnogi: wschodnią tzw. liptowską i zachodnią tzw. turczańską. Uchodzi do Wagu w Lubochni na wysokości ok. 441 m n.p.m.
Średni przepływ u ujścia Lubochnianki do Wagu wynosi 2,44 m³/s. Minimalne przepływy notowane są w styczniu (1,68 m³/s), maksymalne w kwietniu, w porze topnienia śniegów w Wielkiej Fatrze (4,40 m³/s).